# 我們時代的和平

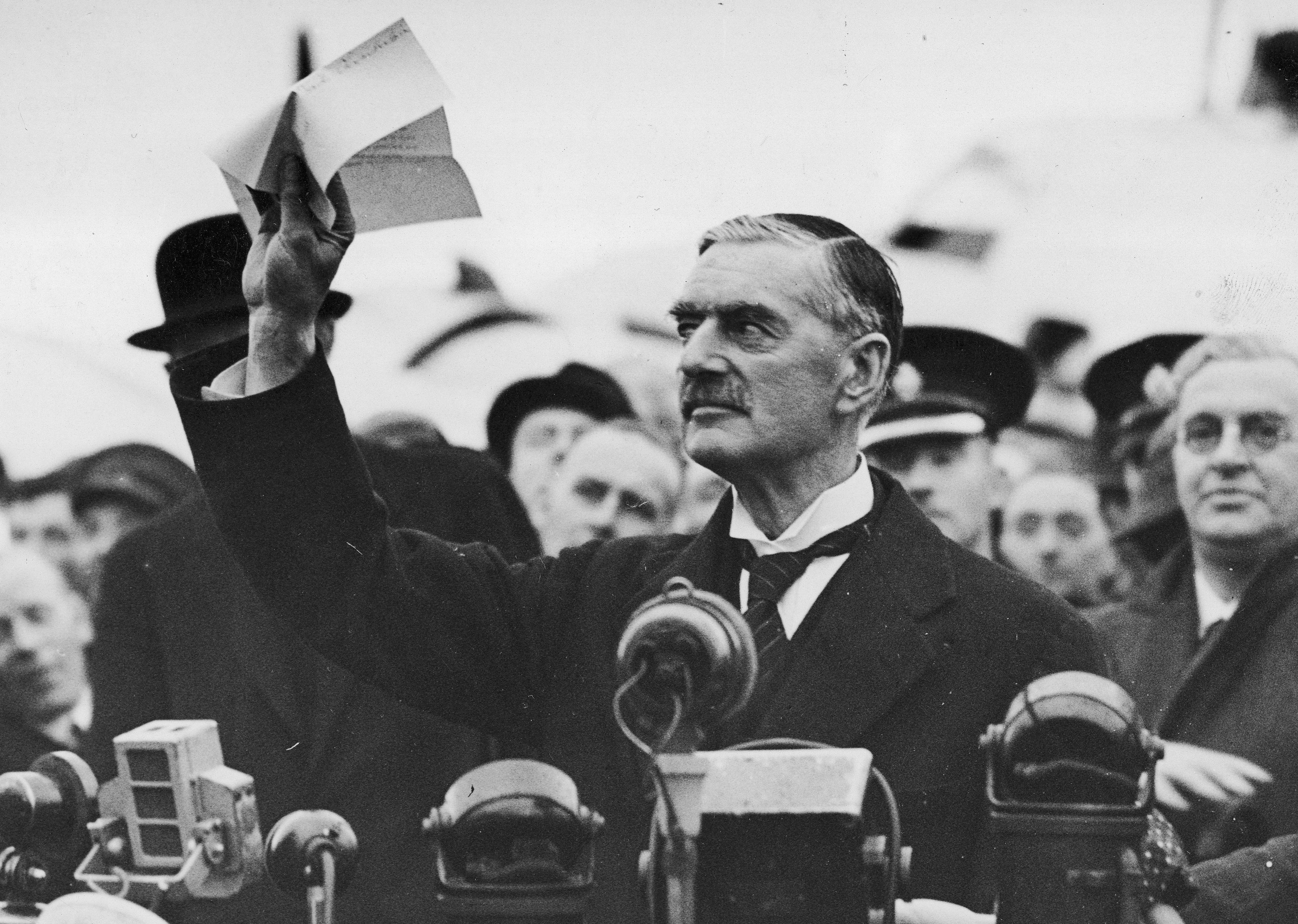
1938年9月30日，甫返抵英國的內維爾·張伯倫向公眾展示由他及希特勒簽署的英德宣言

「我們時代的和平」（英語：Peace for our time，又译为一代人的和平）是英國首相內維爾·張伯倫於1938年9月30日在倫敦就《慕尼黑協定》及稍後的英德宣言發表的談話中所使用的一句短語。雖然張伯倫是這句短語最知名的使用者，但他並不是首次使用該短語的英國首相；1878年，時任首相的班傑明·迪斯雷利就曾於自柏林會議返國時說道：「我從德國帶回了我們時代的和平。」。
這句短語因歐洲局勢的後續發展而成為一句廣為人知的諷刺象徵：在《慕尼黑協定》簽署的不到一個月後，1938年11月德國和意大利脅迫捷克斯洛伐克將南部割讓給盟友匈牙利，波蘭趁機佔領扎奧爾傑；德国元首希特拉在1939年3月15日便違反協定出兵佔領了剩下的捷克斯洛伐克第二共和國，將捷克保護國化並成立傀儡政權斯洛伐克國，匈牙利趁亂吞併了喀爾巴阡烏克蘭，捷克斯洛伐克完全被肢解。9月1日德國入侵波蘭，進而引爆了第二次世界大戰。
在英文中，這句短語經常遭誤寫為因載於《公禱書》中而廣為英國人民所熟知的「peace 『in』 our time」。該書中記載了一段譯自七世紀拉丁文聖歌《主啊，請賜予和平》的內容：「主啊，請賜予我們的時代和平；因為除了您，主啊，再沒有人會替我們戰鬥。」。無法得知張伯倫使用與禱詞類似的短語是否是刻意為之。

## 演說
張伯倫於1938年9月30日返抵赫斯頓飛行場後便向在場等候的民眾發表了簡短的演說： 

在我看來，剛剛達成的捷克斯洛伐克問題的解決，只是規模更大的解決方案的序曲而已，而這項方案將使整個歐洲都能獲得和平。今天早上，我與德國總理希特勒先生進行了另一次會談，而這張紙上有他和我兩人的簽名。這裡有些人可能已經知道紙上所寫的內容了，但我還是想念給各位聽：「我們將昨夜簽署的協定與《英德海軍協定》視為兩國人民永遠不再對彼此發動戰爭的象徵。」
當天稍晚，張伯倫在唐寧街10號外再度朗讀了該文件，同時總結道：

我的好朋友們，這是歷史上第二次英國首相自德國光榮地帶回了和平。我相信這將會是我們時代的和平。我們由衷地感謝各位。回家睡個好覺吧。

並非所有人都歡迎張伯倫的歸來。在他返抵國門當天，特拉法加廣場上便聚集了15,000名示威者抗議《慕尼黑協定》的簽署；這個數字是在唐寧街10號迎接他的人數的三倍。張伯倫此後對英國廣播公司加強了言論審查，導致關於慕尼黑會議的新聞遭到壓制。儘管如此，反對的聲音仍然存在，例如工黨的發言人休·道爾頓就曾公開譏諷張伯倫手上揮舞的那張紙「是從《我的奮鬥》上撕下來的。」。
此外，不信任張伯倫的美國作家以撒·艾西莫夫也於1939年7月發表了短篇科幻小說《潮流》，當中述及一場爆發於1940年的世界大戰。艾西莫夫後來寫道：「我（對於戰爭爆發的時間）太過於保守了。」。

## 其他使用
英國劇作家諾爾·寇威爾於1947年發表了一齣名為「我們時代的和平」的舞台劇，背景設定於架空的1940年，英國輸掉了不列顛空戰，德軍掌握了制空權，而英國則淪為德國的佔領區。
「我們時代的和平」是收錄於艾維斯·卡斯提洛1984年發行的專輯《再見了殘酷的世界》中的一首諷刺歌曲，當通提及了張伯倫。
美國總統約翰·甘迺迪在其1963年的《美利堅大學演說》中也借用了這個短語，並稱「我們不只要尋求我們時代的和平，更要尋求永久的和平。」。
搞笑團體蒙提·派森的1969年短劇《世界上最好笑的笑話》中包含了「英國戰前笑話」的橋段，其內容為張伯倫揮舞著《慕尼黑協定》。

## 外部連結
- Peace in our Time. Speech given in Defense of the Munich Agreement, 1938 （页面存档备份，存于） – online text of the speech
- The Anglo-German Declaration （页面存档备份，存于）